# Децим Велий Фид
Вижте пояснителната страница за други личности с името Децим Велий Фид.
Децим Велий Фид (на латински: Decimus Velius Fidus) е политик и сенатор на Римската империя през 2 век.
През 144 г. Фид става суфектконсул заедно с Марк Калпурний Лонг.